# 扬·格奥尔基·毛雷尔
扬·格奥尔基·毛雷尔（羅馬尼亞語： 1902年9月23日—2000年2月8日）， 罗马尼亚共产党中央常设主席团委员、罗马尼亚社会主义共和国政府总理。

## 年表
- 1902年9月23日生于布加勒斯特的知识分子家庭。毕业于克拉约瓦军事学院和布加勒斯特大学法律系。曾担任法官和律师。
- 1936年：加入罗马尼亚共产党，曾多次为革命者辩护。
- 1941年：因从事革命活动被捕，监禁在特尔古—日乌集中营，后获释。
- 1944年：受党中央委托，与波德纳拉希一起组织营救格奥尔基·乔治乌-德治等人出狱。同年，积极参加“八·二三”武装起义。
- 1944－1946年：任交通部副部长。
- 1945－1974年：任党中央委员。
- 1946－1947年：任国民经济部长。
- 1948年：任工商部副部长。
- 1950年：任巴洪大学国际法教授、科学普及协会副主席、国家仲裁长、海牙国际法庭代表等职。
- 1954－1958年：任科学院法律研究所所长。
- 1957－1958年：任外交部长。
- 1948－1975年：任大国民议会代表。
- 1958年1月－1961年3月：任大国民议会主席团主席。
- 1960－1965年：任党中央政治局委员。
- 1961年3月－1974年3月：任政府总理。
- 1961年：任国务委员会第一副主席。
- 1965－1974年：任罗共中央执委会委员和中央常设主席团委员。
- 1969－1974年：任国防委员会委员。
- 1973－1975年：任经济社会发展最高委员会第一副主席。后任罗马尼亚国际法和国际关系协会名誉主席。